# Пальчатокоренник балтийский
Пальчатокоре́нник балти́йский, или Пальцекорник балтийский (лат. Dactylorhíza baltica) — вид травянистых растений из рода Пальчатокоренник семейства Орхидные. По последним данным является подвидом пальчатокоренника майского —  Dactylorhiza majalis subsp. baltica (Klinge) H.Sund. Ранее был отнесён к роду Ятрышник (Orchis), так что может встречаться под старым родовым названием. 

## Описание
Растения 30–60 см высоты с глубоко дважды– или четыреждыраздельными клубнями, с утончёнными на концах лопастями.
Стебли довольно толстые, прямые, полые.
Листья в числе четырёх–пяти, продолговато-ланцетные, пятнистые; два нижних листа 9–20 см длины и 2–3,2 см ширины, самые верхние листья достигают основания колоса, они мелкие, заострённые.
Соцветие — густой, многоцветковый короткоцилиндрический колос, прицветники узколанцетные, верхние равны цветкам. Цветки фиолетово-пурпурные, средний наружный листочек околоцветника и два боковых внутренних сложены в шлем, боковые наружные листочки отогнуты; наружные листочки околоцветника яйцевидно-ланцетные, тупые, средний вогнутый, 7–9 мм длины, боковые — неравнобокие, обычно с более тёмными пятнышками; два листочка внутреннего круга тупые, почти яйцевидные, немного меньше среднего наружного. Губа округло-ромбическая, трёхлопастная, с тёмно-фиолетовыми пятнышками, боковые лопасти полукруглые, средняя лопасть яйцевидно-треугольная, чуть длиннее боковых, шпорец 7—9 мм длины, цилиндрически-конический, тупой. Завязь сидячая, скрученная. Цветёт в июне — июле.
Размножается семенами.

## Распространение
Растёт пальчатокоренник балтийский в европейской части России, в северных и центральных её районах, в Прибалтике, на Алтае. Найден также в Скандинавии и Средней Европе.

## Экология
Растёт на зеленомошных ключевых болотах, по сырым лугам, реже в сырых лесах и по зарослям кустарников, берегам водоемов, в промышленных районах иногда по сырым днищам старых известняковых карьеров и оврагов.

## Синонимы
По данным базы GBIF на декабрь 2023 в синонимику подвида Dactylorhiza majalis subsp. baltica (Klinge) H.Sund. входят следующие названия:
- = Dactylorchis baltica (Klinge) Verm.
- = Dactylorchis latifolia subsp. baltica Soó
- = Dactylorchis longifolia (Neuman) Verm.
- = Dactylorhiza baltica (Klinge) N.I.Orlova
- = Dactylorhiza baltica (Klinge) Nevski
- = Dactylorhiza baltica var. kuzkenembe Pikner
- = Dactylorhiza latifolia subsp. baltica (Klinge) Soó
- = Dactylorhiza latifolia var. longifolia (Neuman) Soó
- = Dactylorhiza longifolia (Neuman) Aver.
- = Dactylorhiza majalis subsp. baltica (Klinge) Senghas
- = Orchis baltica (Klinge) A.Fuchs
- = Orchis baltica Klinge
- = Orchis latifolia f. baltica (Klinge) M.Schulze
- ≡ Orchis latifolia subsp. baltica Klingebasionym
- = Orchis latifolia var. tenuior Neuman
- = Orchis longifolia Neuman
- = Orchis longifolia var. gracilis Neuman

## Охранный статус
Численность вида мала и сокращается из-за мелиоративных работ, из-за сбора очень декоративного растения на букеты.

## В культуре
В условиях Москвы и Тверской области (Андреапольский район) вид цвёл и завязывал семена практически ежегодно.